# Swardeston
Swardeston è un villaggio 6 km a sud di Norwich nel Norfolk, su un'altura prospiciente la valle del fiume Tas. Copre un'area di 3,95 km² con una popolazione di 540 in 246 nuclei familiari, secondo il censimento del Regno Unito del 2001.

## Storia
Una delle prime citazioni del luogo si ha nel Domesday Book dove è citato fra le terre date a Roger Bigod dal re. La tenuta data a Roger includeva 45 acri di terra e 2 acri di prativo.
La chiesa, dedicata alla Vergine Maria, ha un campanile del XV secolo, ma due finestre ad arco ne denunziano le origini anglosassoni e normanne.

## Sport
La squadra di cricket di Swardeston nel 2007 ha vinto la Gibbs Denley ECB East Anglian Premier League..